# Rabobank Development Team
Das Rabobank Development Team war ein niederländisches Radsportteam mit Sitz in Dongen.
Die Mannschaft nahm ab 2005 an den UCI Continental Circuits als Continental Team teil. Sie diente bis zum Saisonende 2012 als Nachwuchsmannschaft für das damalige ProTeam Rabobank. Es nahm daher an vielen kleineren Rennen und an U23-Austragungen teil. Außerdem waren ein paar Cyclocross-Fahrer im Kader untergebracht. So fuhren die ehemaligen Weltmeister Richard Groenendaal und Sven Nys sowie der ehemalige Junioren-Weltmeister Lars Boom in der niederländischen Équipe.
Ende 2016 wurde das Team aufgelöst.

## Saison 2016

### Erfolge in der UCI Europe Tour
In den Rennen der Saison 2016 der UCI Europe Tour gelangen die nachstehenden Erfolge.
| Datum                      | Rennen                               | Kat. | Sieger           |
| -------------------------- | ------------------------------------ | ---- | ---------------- |
| 12. März                   | 2. Etappe Istrian Spring Trophy      | 2.2  | Martijn Tusveld  |
| 8. Mai                     | Flèche Ardennaise                    | 1.2  | Jeroen Meijers   |
| 13. Mai                    | 2. Etappe Rhône-Alpes Isère Tour     | 2.2  | Lennard Hofstede |
| 12.–15. Mai                | Gesamtwertung Rhône-Alpes Isère Tour | 2.2  | Lennard Hofstede |
| 9. Juni                    | 1. Etappe Ronde de l’Oise            | 2.2  | Martijn Budding  |
| 30. Juli – 1. August       | Gesamtwertung Kreiz Breizh Elites    | 2.2  | Jeroen Meijers   |
| 2. Oktober                 | 6. Etappe Olympia’s Tour             | 2.2U | Martijn Budding  |
| 27. September – 2. Oktober | Gesamtwertung Olympia’s Tour         | 2.2U | Cees Bol         |

### Abgänge – Zugänge
| Zugänge              | Team 2015  | Abgänge           | Team 2016                         |
| -------------------- | ---------- | ----------------- | --------------------------------- |
| Dylan Bouwmans       | Neoprofi   | Piotr Havik       | Team 3M                           |
| Davy Gunst           | SEG Racing | Sam Oomen         | Team Giant-Alpecin                |
| Jelle Nieuwpoort     | Neoprofi   | Antwan Tolhoek    | Roompot Oranje Peloton            |
| Bob Olieslagers      | Neoprofi   | Maarten van Trijp | Metec-TKH Continental Cyclingteam |
| Maik van der Heijden | Neoprofi   |                   |                                   |

### Mannschaft
| Teamkader 2016                            | Teamkader 2016    | Teamkader 2016 | Teamkader 2016                |
| Name                                      | Geburtsdatum      | Land           | Vorheriges Team               |
| ----------------------------------------- | ----------------- | -------------- | ----------------------------- |
| Sjoerd Bax                                | 6. Januar 1996    | Niederlande    |                               |
| Cees Bol                                  | 27. Juli 1995     | Niederlande    |                               |
| Dylan Bouwmans                            | 16. Januar 1997   | Niederlande    | Willebrord Wil Vooruit (2015) |
| Martijn Budding                           | 31. August 1995   | Niederlande    | IKO Enertherm-BKCP (2013)     |
| Mitchell Cornelisse                       | 24. Januar 1996   | Niederlande    |                               |
| Hartthijs de Vries                        | 11. Juli 1996     | Niederlande    |                               |
| Stan Godrie                               | 9. Januar 1993    | Niederlande    |                               |
| Davy Gunst                                | 30. Januar 1995   | Niederlande    | SEG Racing (2015)             |
| Lennard Hofstede                          | 29. Dezember 1994 | Niederlande    |                               |
| Nino Honigh (1. Jan.–1. Jul.)             | 7. Januar 1995    | Niederlande    |                               |
| Merijn Korevaar                           | 7. Mai 1994       | Niederlande    |                               |
| Peter Lenderink                           | 11. Februar 1996  | Niederlande    |                               |
| Jan Maas                                  | 19. Februar 1996  | Niederlande    | Willebrord Wil Vooruit (2014) |
| Jeroen Meijers                            | 12. Januar 1993   | Niederlande    | De Jonge Renner (2013)        |
| Joris Nieuwenhuis                         | 11. Februar 1996  | Niederlande    |                               |
| Jelle Nieuwpoort                          | 28. Juni 1997     | Niederlande    | Monkey Town (2015)            |
| Bob Olieslagers                           | 17. März 1997     | Niederlande    | TWC Pijnenburg (2015)         |
| Martijn Tusveld (1. Jan.–31. Jul.)        | 9. September 1993 | Niederlande    |                               |
| Maik van der Heijden                      | 3. April 1997     | Niederlande    | WV Uden (2015)                |
| Sieben Wouters                            | 23. Juni 1996     | Niederlande    |                               |
|                                           |                   |                |                               |
| Quellen: ProCyclingStats Cycling Archives |                   |                |                               |

## Platzierungen in UCI-Ranglisten
UCI America Tour
| Saison    | Mannschaftswertung | Fahrerwertung              |
| --------- | ------------------ | -------------------------- |
| 2008      | 28.                | Michaël Van Staeyen (140.) |
| 2009      | -                  | -                          |
| 2010      | 36.                | Jetse Bol (308.)           |
| 2011      | -                  | -                          |
| 2012      | 46.                | Marc Goos (387.)           |
| 2013-2016 | -                  | -                          |

UCI Asia Tour
| Saison    | Mannschaftswertung | Fahrerwertung          |
| --------- | ------------------ | ---------------------- |
| 2009-2011 | -                  | -                      |
| 2012      | 14.                | Jenning Huizenga (25.) |
| 2013-2014 | -                  | -                      |
| 2015      | 74.                | Cees Bol (241.)        |
| 2016      | 56.                | Martijn Tusveld (154.) |

UCI Europe Tour
| Saison | Mannschaftswertung | Fahrerwertung            |
| ------ | ------------------ | ------------------------ |
| 2005   | 7.                 | Kai Reus (17.)           |
| 2006   | 4.                 | Robert Gesink (13.)      |
| 2007   | 1.                 | Martijn Maaskant (3.)    |
| 2008   | 9.                 | Lars Boom (16.)          |
| 2009   | 11.                | Tejay van Garderen (40.) |
| 2010   | 18.                | Coen Vermeltfoort (71.)  |
| 2011   | 11.                | Jetse Bol (41.)          |
| 2012   | 15.                | Wesley Kreder (55.)      |
| 2013   | 10.                | Dylan van Baarle (12.)   |
| 2014   | 12.                | Bertjan Lindeman (10.)   |
| 2015   | 32.                | Sam Oomen (32.)          |
| 2016   | 37.                | Jeroen Meijers (198.)    |

UCI Oceania Tour
| Saison    | Mannschaftswertung | Fahrerwertung       |
| --------- | ------------------ | ------------------- |
| 2005      | 2.                 | William Walker (2.) |
| 2006      |                    |                     |
| 2007      |                    |                     |
| 2008-2016 | -                  | -                   |